# 점프업
1990년대 중반에 등장한 점프 업 (Jump-up)은 강력하고 에너제틱한 드럼 앤 베이스를 기본으로 마치 로봇과도 같은 무거운 베이스를 사용한 장르다. 일반적인 드럼 앤 베이스는 170BPM 내외의 브레이크 비트를 사용하지만 점프업은 175~180BPM의 빠르기가 특징이며 브레이크비트보다 4/4 정박자를 더 많이 사용한다. 또한 음악이 매우 활기차서 홈 리스닝에 어울리지 않아 방구석 리스너가 아닌 클러버의 장르이다. 주목할 만한 아티스트로는 DJ Hazard, Generation Dub (Original Sin & Sub Zero), Baron, Desire, Cabbie, Macky Gee, Clipz, Nightwalker, Callide, Hedex, Epsy, Taxman, Jaydan, Sub Zero, Original Sin, Annix, Konichi, Decimal Bass, Spaow, Nu Elementz, Tyke, DJ Zen, Majistrate, Twisted Individual, Distorted Minds, TC, Heist, DJ Guv, Looney, Premium, Upgrade, DJ Pleasure, SASASAS, DJ Hype 및 그의 레이블 Playaz Recordings가 있다.

## 변형
"클라운스텝"은 리딤 덥스텝처럼 점프 업에 트리플렛 리듬(셋잇단 음표)을 접목하여 색다른 느낌을 준다.

## 들어보기
Anne-Marie - Alarm (Jump Up Drum & Bass Remix) (Tsuki Remix) - 유튜브

Primate - No Thanks - 유튜브

Macky Gee - Try - 유튜브(클라운스텝)